# 神道宗教学会
神道宗教学会（神道宗教學會、しんとうしゅうきょうがっかい、英語: The Society Of Shinto Studies）は、日本の学術研究団体の一つ。國學院系。

## 概要
1947年11月1日設立。学術研究団体としての種別は単独学会。
神道の真髄を学的に探求し、学術の進運と世界平和に寄与することを根本精神とすることで、神道が近代宗教として発展して行くための道を明らかにするため、石川岩吉を代表として安津素彦、岩橋小弥太、大場磐雄、折口信夫、柳田國男ら神道学、民俗学、国文学の学者が中心となって創設された。
また連合体として日本宗教学会、東洋学・アジア研究連絡協議会を含む。

## 沿革
- 1947年 - 神道宗教学会設立。

## 刊行物

### 神道宗教
- 誌名（和文）：神道宗教
- 誌名（欧文）：Journal of Shinto Studies
- 創刊年：1948
- 資料種別：ジャーナル（査読付き論文を含む）
- 使用言語：日本語のみ
- 発行形態：印刷体
- 著作権帰属先：学会
- クリエイティブコモンズ：定めていない
- 購読：有料